# محمد عزاوي
محمد عزاوي (مواليد 1 ديسمبر 1975) هو ملاكم جزائري، مثّل بلاده في الألعاب الأولمبية الصيفية 2000.

## روابط خارجية
محمد عزاوي على موقع بوكس ريك (الإنجليزية) (registration required)
- محمد عزاوي على موقع اللجنة الأولمبية الدولية (الإنجليزية)
- محمد عزاوي على موقع أوليمبيديا (الإنجليزية)